# 外満洲
- 外満洲
- 外滿洲
- 外満州

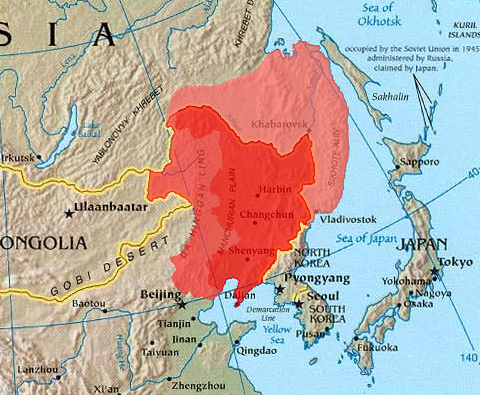
東北三省（濃い赤）、東四盟+旧熱河省（赤）、外満洲（薄い赤、ロシア極東の一部）

外満洲（がいまんしゅう、そとまんしゅう、英: Outer Manchuria）は、満洲地域のうち、1858年のアイグン条約と1860年の北京条約で、清からロシア帝国に割譲された部分である。北満洲（きたまんしゅう）ともいい、中国では外東北と呼ばれる。

## 概説
広さは約100万平方キロメートルに達する。外満洲という地域は外興安嶺（スタノヴォイ山脈）以南・黒竜江（アムール川）以北・ウスリー川以東の地域を指し、今日のロシア連邦の沿海地方、アムール州、ユダヤ自治州、およびハバロフスク地方南部に相当する。外満洲に対し、単にかつて「満洲」と呼ばれていた中国領の中国東北部を「内満洲（Inner Manchuria）」と呼ぶこともある。
1689年のネルチンスク条約によって、ロシアと清の国境は外興安嶺（スタノヴォイ山脈）とアルグン川となり、外満洲も含めた満洲全体が清に属することになった。しかしアイグン条約と北京条約により、国境線はロシアに有利となるよう、アムール川とウスリー川に変更された。結果として清は外満洲を失い、日本海への出口を失った。

## 地名

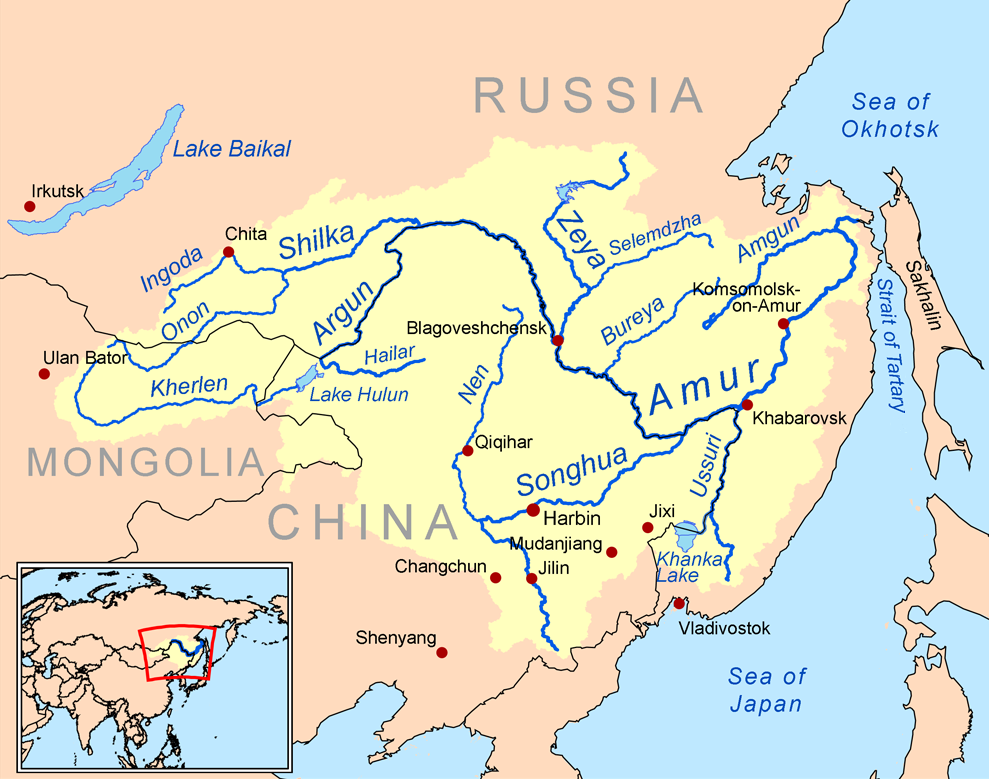
アムール川流域と支流の経路。アムールの北側、およびウスリー川の東側が外満洲

1972年にソビエト連邦はこの地域に残る地名のうち中国語や満洲語由来のものをいくつか改名させた（例：テチューヘ→ダリネゴルスク）。しかし今日でも、大きな地名に満洲人の支配の跡が残っている。例えば海岸沿いの大きな山脈であるシホテアリン山脈（Shikhote Alin、錫赫特山脈）をはじめ、斗色山脈、ヤムアリン山脈（Yam Alin、楊山脈）、ミャオチャンアリン山脈（Miao-Chan Alin）、イルフリアリン山（Ilkhuri Alin、伊勒呼里山）、ハンカ湖（Khanka、興凱湖）、ウスリー川（Ussuri、烏蘇里江）、大興安嶺山脈（大ヒンガン、Great Khingan）、小興安嶺山脈（小ヒンガン、Little Khingan）などは満洲語などの言語の名残を残した地名である。また、アムール川（Amur）はモンゴル語、オホーツク海沿岸に浮かぶシャンタル諸島（Shantar）はニヴフ語に由来する。

### 沿海地方の都市
- 海参崴（ウラジオストク）
- 野猪河（ダリネゴルスク）
- 双城子（ウスリースク）
- 伊曼（ダリネレチェンスク）
- 蘇城（パルチザンスク）
- 摩闊崴（ポシェト）
- 石門（オリガ）
- 土拉子（スラヴャンカ）
- 柳樹営（ザルビノ）
- 灠溝崴（ナホトカ）
- 黄土坎子（アルセーニエフ）
- 快当別（トゥリー・ログ）
- 趙老背（グリゴリエフカ）
- 湾溝（ラゾ）
- 大囲子（テルネイ）
- 紅土岩（カメニ＝ルイボロフ）
- 頭道溝（チュグエフカ）
- 西南岔（チェレムシャニ）

### ハバロフスク地方の都市
- 伯力（ハバロフスク）
- 瓦倫（コムソモリスク・ナ・アムーレ）
- 傅達里（アムールスク）
- 廟街（ニコラエフスク・ナ・アムーレ）
- 畢歆（ビキン）
- 奴児干城（トィル）
- 噶爾剔斉（トロイツコエ）
- 前坎（ボゴロツコエ）

### ユダヤ自治州の都市
- 奇穆尼窩集（ビロビジャン）
- 徐爾固（ニジュネレニンスコエ）

### アムール州の都市
- 海蘭泡（ブラゴヴェシチェンスク）
- 雅克薩（アルバジン）

### ザバイカリエ地方の都市
- 尼布楚（ネルチンスク）

## 歴史

### ツングース系先住民
古代にはさまざまな民族がこの地に住んでいた。最初期の住人は勿吉・靺鞨や、その他粛慎・挹婁・女真といったツングース系民族だった。また、高句麗や渤海といった国家が満洲から外満洲、朝鮮半島北部にまで領域を伸ばした。遼・元・明・清といった中国の歴代王朝は女真などツングース系民族を統制する役所を外満洲の各所に置いた。

### 清とロシア

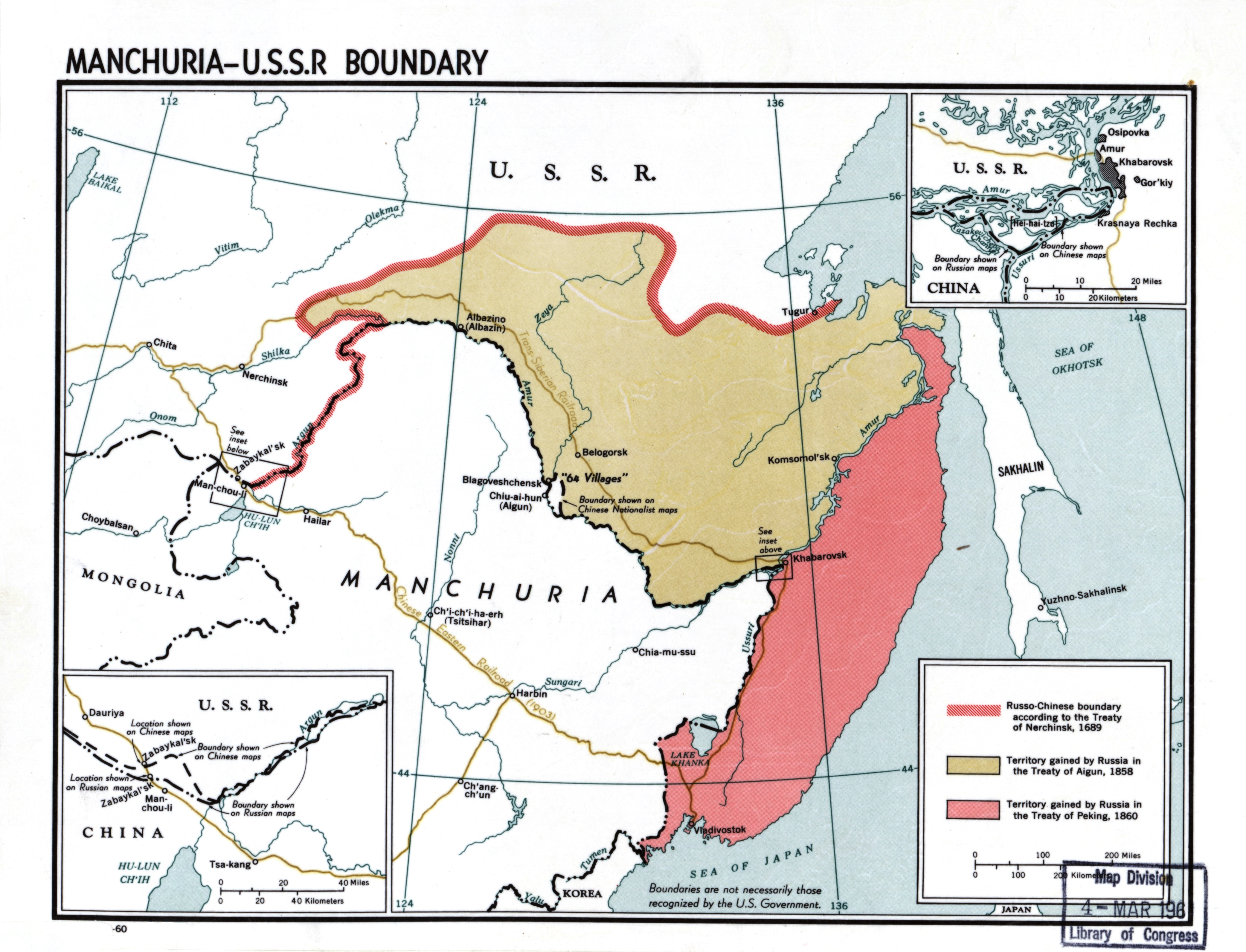
清国からロシア帝国へ割譲された範囲

東方進出を進めるロシアは17世紀中頃から満洲地域で清と衝突した（清・ロシア国境紛争）。ロシアはヤクーツクを中心とするレナ川流域を支配下に置いて先住民から毛皮などを取り立てていたが、次第に農業に適した南のアムール川に関心を示し始めた。1640年代からヴァシーリー・ポヤルコフやエロフェイ・ハバロフなどロシア人の探検隊が、ゼヤ川やアルグン川からアムール川に南下し、アルバジンなどの要塞を構え、先住民から毛皮を徴収したり農村を焼いたりするなど入植の動きを見せた。このため清と李氏朝鮮の連合軍は本格的に討伐を行い、アルバジン要塞も陥落した。1689年のネルチンスク条約で清とロシアの間には国境が画定され、外満洲は清の領土となりロシアは排除された。
しかし清の弱体後、ロシアは太平洋への出口を求めてアムール川や日本海沿岸への進出を図るようになる。19世紀半ばに東シベリア総督となったニコライ・ムラヴィヨフ＝アムールスキーは、清との摩擦を恐れる政府官僚の抵抗を押し切り、アムール川河口に前哨を設けたほか船隊を組んでアムール川を探検させるなどアムール左岸の獲得をめざして行動した。また彼は皇帝ニコライ1世から清との国境交渉に関する全権大使に任命され、ますますアムール流域への圧力を強めた。ムラヴィヨフの交渉により、1858年のアイグン条約でアムール川以北が、1860年の北京条約でウスリー川以東が、清からロシアに割譲され外満洲はすべてロシア領となった。ロシアは新しい領土で不凍港ウラジオストクなどを開発し、外満洲はロシアのアジア支配の拠点となっていった。しかし例外的に、現在の黒龍江省黒河市から見てアムール川の対岸一帯にある清朝居民の居留地、広さ3,600平方キロメートルほどの「江東六十四屯」はロシア領ながら清による管理が認められた。
1900年、義和団の乱（北清事変）の際、清とロシアは満洲を巡っても衝突した。6月に義和団が黒河対岸のブラゴヴェシチェンスク（海蘭泡）を占領したことの報復としてロシア軍は7月、江東六十四屯を襲い占領し、居住していた清国民少なくとも3,000人以上（資料によっては2万人以上）をアムール川に追い込んで虐殺するという事件が発生した。この事件と、これに続くロシアの東三省（内満洲）一時占領は日本での対ロシア警戒感を高め、江東六十四屯の崩壊は『アムール川の流血や』という旧制第一高等学校の寮歌にも歌われている。内満洲も、東清鉄道や南満洲鉄道といったロシアによる鉄道が建設され、鉄道周囲に鉄道付属地という名の治外法権地域が作られ、旅順がロシアの租借地・軍港となるなど、ロシアの半植民地となっていった。これを朝鮮における権益への脅威と受け取った日本との衝突（日露戦争）の結果、ロシアは後退し、代わって日本がこれらの権益を手中に収める。
この後成立した中華民国政府や北洋軍閥は江東六十四屯の占領を認めず、外満洲全体についても「前政権の清王朝が結んだ不平等条約によって割譲されたもので、これらの侵略的な条約は破棄されるべきである」としてロシア領土となったことを認めなかった。またロシア帝国が倒れ、レーニン指導下のソ連が誕生した直後の1919年、ソ連は中国に「帝政ロシアの中国に対するすべての不平等条約は廃止されるべきだ」との宣言を行い、中国側に領土返還の一縷の希望を残した。しかし1924年の中ソの新条約交渉時、帝政ロシアの結んだすべての条約類を廃止するとした条項が用意されたものの、ソ連代表の帰国により締結には至らなかった。また後に登場したヨシフ・スターリンは不平等条約廃止の宣言を否認し、中国への領土返還を拒否した。

### 日本とソ連
1918年から1922年までの間、日本軍はシベリア出兵に伴いウラン・ウデやチタなどのバイカル湖東部に至るロシア極東を占領、短期間ではあるが外満洲と内満洲とをあわせて支配した。この出兵は1925年の北樺太撤退を以って終了した。
満洲事変と満洲国建国のあと、関東軍は極東のソ連軍に備えるべく鉄道敷設や部隊配置、入植地建設などを行い、ソ連侵入に抵抗できる防衛線の整備を急いだ。一方、1930年代から第二次世界大戦までの間、帝国陸軍の皇道派将校や関東軍、その他一部の国民の間では北進論（満洲及びシベリアへの進出を目標とする政策）が高まり、皇道派などによってソ連極東への侵攻計画が立てられたこともあった。「B計画」などと呼ばれたこの計画は、ハバロフスク、沿海地方、オホーツク海沿岸、カムチャツカ半島、ウラン・ウデ、外蒙古までの占領を意図したもので、この地の占領統治またはソ連への緩衝地帯形成を目的としていた。
清とロシアの画定した国境の不確かさにより外満洲と内満洲の間の国境紛争も発生した。張鼓峰事件・ノモンハン事件などといった事件はこうした国境争いであると同時に北へ進む大きな戦略の一部であったといえたが、アメリカの対日全面禁輸が発動されると、北進論は弱まり海軍の南進論が勢いを増すこととなった。
外満洲では日本軍に対するソ連軍の増強が1930年代より進められ、1945年8月のソ連参戦においては満洲国への侵攻のための基地となった。短期間、外満洲と内満洲はソ連のもとで支配されたが、1949年に内満洲は新しく成立した中華人民共和国に接収されソ連軍は撤退した。

### ソ連・ロシアと中華人民共和国

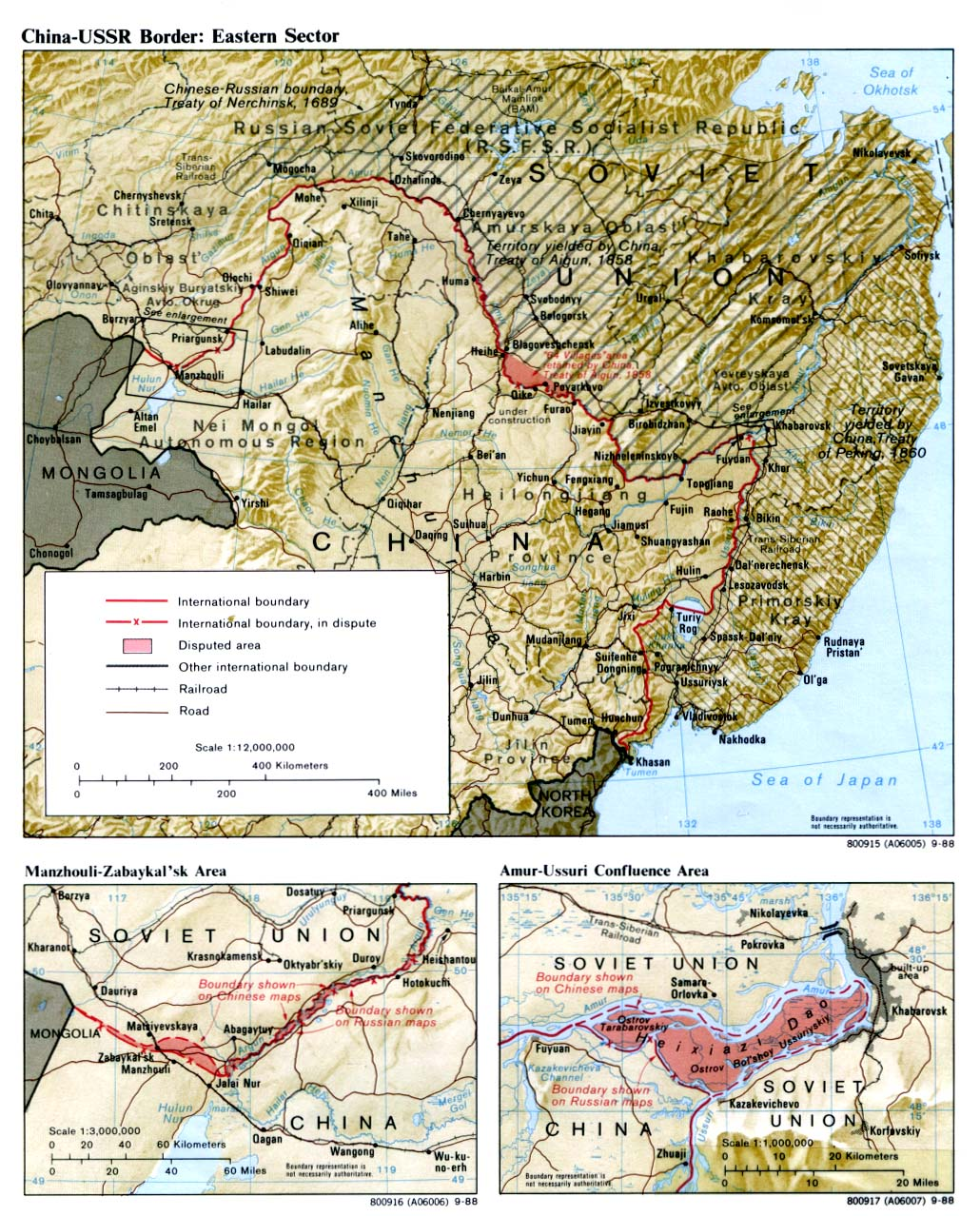
中ソ間の係争地を示した地図

毛沢東はソ連に助けられ建国に成功し、その後もソ連への依存を続けた。彼は清とロシアの不平等条約を認めない立場であり、外満洲はロシアに奪われた土地であったという認識を持っていたとされるが、蜜月関係を鑑み、中ソの条約締結に際しては問題を棚上げして領土確定を避けようとした。1959年、アイグン条約と北京条約の解釈をめぐり、外満洲と内満洲の間の国境をめぐる中ソ間の緊張（中ソ対立）が高まった。これはヨーロッパの植民地主義を打破しようという動きでもあり、毛沢東とニキータ・フルシチョフとの間のイデオロギーの乖離のあらわれでもあった。1969年、緊張は中ソ国境紛争と化し、珍宝島（ダマンスキー島）の管轄をめぐって多くの死者を出す武力衝突となった。
1989年、ミハイル・ゴルバチョフ大統領の訪中で中ソ関係はようやく正常化し、懸案だった国境問題の話し合いが始まった。1991年5月16日、主に東部の国境問題に関して中ソ国境協定が結ばれ、アルグン川・ウスリー川・ハンカ湖・豆満江など、外満洲の大部分に関して国境線が定まった。ソ連崩壊後、引き続き国境問題の解決は続き、1994年には中央アジア部分に関する中ロ国境協定が結ばれている。
残る境界未確定部分や紛争地域に関しても個別に合意に達していった。中国は江沢民の時代に入り、1999年ロシアのボリス・エリツィン大統領と国境に関する議定書への調印を行った。ここではアイグン・北京条約が不平等条約であったかどうかの問題や江東六十四屯占領の問題には触れず、国境をアムール川の中国寄りから中央に引きなおしたうえで現状の領土を容認する形となった。2001年にはウラジーミル・プーチン大統領と中露友好条約を締結させ、この議定書を確認し国境を画定させた。こうして外満洲に対する中国の主張は断念されることとなった。
2004年、最後の大きな中ロ国境協定が結ばれた。ロシアはアムール川とウスリー川の合流点にあるタラバーロフ島（中国名：銀龍島）を中国に引き渡し、大ウスリー島（中国名：黒瞎子島）を中露で半分に分けるという譲歩をして合意を行い、これによって中国とロシアの長年の国境論争は終結した。これら合流点の二つの島のうち大ウスリー島はハバロフスク市の目の前に位置し、長年ロシアの管理下にあって近郊農園や工場、別荘としても利用されてきたが、河川航路よりも中国寄りにあるとして中国は領有権を主張してきた。この合意は二つの国のリーダーたちによる和解と協力の雰囲気を促進することを意図していたが、双方の内部には不満を残すものであった。ロシア人たち、とりわけハバロフスクのコサック農民は中州にあった大きな農地を失うため、領土を少しでも譲歩したことに対し大いに不満であった。一方中国では政府の検閲により国境の条約に関するニュースや情報は統制されていたが、台湾（中華民国）や海外在住の中国人社会、情報統制をすり抜けてニュースを手にしたわずかな人数の大陸の中国人らは、この条約はロシアの豊富な石油資源の独占利用と引き換えにロシアの外満洲統治の合法性を公式に承認したものだとして締結を批判した。

### 中国人民解放軍の「六場戦争（六つの戦争）」計画
詳細については、「中国人民解放軍#中国人民解放軍の「六場戦争（六つの戦争）」計画」も参照の事。
2013年7月、中国政府の公式見解ではないとしながらも、中国の『中国新聞網』や『文匯報』などに、中国は2020年から2060年にかけて「六場戦争（六つの戦争）」を行うとする記事が掲載された。この「六場戦争（六つの戦争）」計画によれば、中国は2020年から2025年にかけて台湾を取り返し、2028年から2030年にかけてベトナムとの戦争で南沙諸島を奪回し、2035年から2040年にかけて南チベット（アルナーチャル・プラデーシュ州）を手に入れるためインドと戦争を行い、2040年から2045年にかけて尖閣諸島と沖縄を日本から奪回し、2045年から2050年にかけて外蒙古（モンゴル国）を併合し、2055年から2060年にかけてロシア帝国が清朝から奪った160万平方キロメートルの土地（外満洲・江東六十四屯・パミール高原）を取り戻して国土を回復するという。
オーストラリア国立大学研究員のGeoff Wadeは、この記事について一部の急進主義者の個人的な見解にすぎないという意見があるが、中国の国営新聞も報道しており、中国政府の非常に高いレベルで承認されたものとみなすことができ、また中国の「失われた国土の回復」計画はすでに1938年から主張されていたと指摘している。
インドのシンクタンクであるセンター・フォー・ランド・ワーフェア・スタディーズ研究員のP.K.Chakravortyは、この記事では中国はインドのアッサム州やシッキム州で独立運動や反乱活動を扇動して、パキスタンへの武器供与によるカシミール攻略などが示唆されており、それらが失敗した後にインドとの全面戦争という段階が想定されているが、シッキム州の現状は中国の執拗な工作が行われているにもかかわらず安定しており、独立運動を扇動するのは困難であり、また中国がミャンマーを介して発生させたアッサム州の暴動はインド政府とミャンマー政府の交渉によって沈静化しているとしながら、2035年までにインド軍は近代化を推進して能力を向上する必要があると指摘した。

## 領土問題の今後
中露国境の最終的な画定は、中国側にとっては今からでは非現実的な外満洲返還論を封じる代わりにロシアとの関係の安定やロシアの資源利用といった経済成長のための実利を得るものであり、他方ロシア側からすればアムール川沿いのわずかな領土を譲歩した代わりに極東ロシアの主要部分を自国の領土として確定するものであった。こうした政府トップの判断による最終解決にもかかわらず、議論に加わることのできなかった国民、中でも双方の民族主義者はこの画定を独断としており大きな不満を持っている。
外満洲は多くの中国人にとって公平でない方法で奪い取られた領土であり、中国の歴史教科書においても「江東六十四屯」の虐殺（アムール川（黒龍江）事件参照）は中国の受けた侵略のシンボルとして描かれている。中でも、清の最大版図の回復を求める民族主義者は、外満洲は中国に返還されるべきだと考えている。
なお、この場合の中国側の民族主義者が主張する「外満洲」には樺太島（中国語名：庫頁島；ロシア語名：Сахали́н、薩哈林島）を含む場合がある。
ロシア側では「領土を割譲したこと自体が憲法違反であり、今後の南クリル（日本の北方領土）などの領土交渉に際して悪い前例を与えた」という非難がある。ロシア領でなくなったアムールの中州を両国で共同経済開発するはずが、中国側の開発にさらされているとも批判されている。また、多数の中国人が人口の多い中国の東北部（内満洲）から人口希薄な外満洲に流入し、貿易商・商店・レストランといった事業を営み、あるいは農業労働者や工場労働者となって労働に従事している現状に、いずれ極東の主人公がロシア人から中国人に代わってしまうのではないかとの懸念がある（ロシア極東地方の人口は700万人程度、対して中国東北は1億人以上が居住する）。